# Brad Gushue
Brad Gushue (n. 16 iunie 1980, St. John's, Newfoundland, Canada) este un jucător de curl ce a reprezentat Canada, medaliat olimpic. A participat la 2 ediții ale Jocurilor Olimpice (2006, 2022) în care a câștigat o medalie de aur.